# Cerkiew św. Dymitra w Żerczycach
Cerkiew św. Dymitra – prawosławna cerkiew w Żerczycach. Należy do parafii pod tym samym wezwaniem, która z kolei funkcjonuje w strukturach dekanatu Siemiatycze diecezji warszawsko-bielskiej Polskiego Autokefalicznego Kościoła Prawosławnego.
Brakuje źródeł pozwalających na ustalenie dokładnej daty powstania parafii i pierwszej cerkwi prawosławnej w Żerczycach. Chociaż miejscowa tradycja mówi nawet o jej powstaniu w 1001, pierwsza wzmianka w dokumentach o świątyni pochodzi dopiero z 1583. W XVII w. cerkiew w Żerczycach przyjęła unię. W 1662 w miejscowości zbudowano nową świątynię, gdyż starszy obiekt sakralny został zniszczony podczas działań wojennych. Kolejną unicką cerkiew wzniesiono w Żerczycach między 1726 a 1789.
W 1839, na mocy postanowień synodu połockiego, miejscowa parafia przeszła na prawosławie i od tej pory funkcjonowała w ramach eparchii wileńskiej i litewskiej (od początku XX wieku eparchii grodzieńskiej) Rosyjskiego Kościoła Prawosławnego. W latach 1869–1871 wzniesiono na jej potrzeby nową świątynię, która przetrwała do pożaru w 1944. Obecnie istniejąca cerkiew powstała po II wojnie światowej i jest kopią poprzedniej budowli.
Cerkiew w Żerczycach jest ośrodkiem kultu uznawanej za cudotwórczą kopii Tichwińskiej Ikony Matki Bożej, która według miejscowej legendy pochodziła z Wilna. Oryginał wizerunku uległ zniszczeniu w pożarze w 1944, w czasie odbudowy cerkwi zastąpiono go kopią.
Teren cerkiewny otoczony jest murowanym ogrodzeniem z główną bramą wjazdową od frontu, zwieńczoną niewielką ikoną Chrystusa i krzyżem. W sąsiedztwie świątyni znajduje się kilka drzew oraz kilkanaście nagrobków osób związanych z parafią, krzyży wotywnych lub wzniesionych ku pamięci osób zabitych podczas II wojny światowej lub w latach po niej.

## Historia

### Legendarne początki parafii
Nie jest możliwe precyzyjne ustalenie momentu powstania parafii prawosławnej w Żerczycach i wzniesienia pierwszej cerkwi z powodu braku dokumentów (podobny problem dotyczy większości świątyń tego wyznania w regionie). Najstarsza wzmianka o świątyni pochodzi z 1583, wymieniono wówczas z nazwiska proboszcza Jakuba Kuźmicza. Niepotwierdzona dokumentami jest miejscowa ustna tradycja, sytuująca początki chrześcijaństwa wschodniego w Żerczycach w pierwszych latach po chrzcie Rusi, tj. na rok 1001. Pogląd ten popularyzował wieloletni proboszcz miejscowej parafii ks. Eugeniusz Pańko, opierając się z kolei na zapisach z akt sporów sądowych o należące do parafii łąki, toczonych w latach 1807 i 1833. W dokumentach tych zapisano twierdzenia żerczyckich duchownych, którzy byli przekonani o utworzeniu parafii w 1001. Data 1001 przewija się również w aktach wizytacji cerkwi dokonywanych w XVIII w., gdy była to już placówka unicka. Gdyby cerkiew w Żerczycach faktycznie powstała w tym okresie, mogła być początkowo nie świątynią parafialną, a cerkwią grodową służącą drużynie wojów ruskich. Rosyjski historyk Cerkwi Jewgienij Gołubinski uważał taką hipotezę o początkach świątyni za prawdopodobną.

### Cerkiew unicka
W 1660 cerkiew w Żerczycach uległa zniszczeniu wskutek pożaru podczas konfliktu wojennego. W 1662 Izabela Helena Połubińska wzniosła w miejscowości nową świątynię i nadała jej dwie włóki gruntu. Najpewniej była to już świątynia unicka. Na południowym Podlasiu parafie prawosławne przyjęły bowiem unię najpóźniej około połowy XVII w. (wyjątkiem był monaster w Drohiczynie). Świątynia i parafia poniosła znaczne straty materialne w czasie wojny północnej lat 1700–1721 i epidemii, która w tym samym okresie dotknęła Żerczyce. Cerkiew została zniszczona na tyle poważnie, że na jej miejscu zbudowano nowy obiekt sakralny. Jak wskazuje protokół wizytacji kanonicznej z 1726, była to budowla bardzo skromna – drewniana, kryta słomianym dachem i z pojedynczym krzyżem. Nie przetrwały żadne starsze elementy wyposażenia obiektu. W cerkwi znajdował się ikonostas z dwiema ikonami w dolnym rzędzie, malowanymi carskimi wrotami i czterema wizerunkami w górnym rzędzie: dwiema ikonami Chrystusa Zbawiciela oraz postaciami św. Szczepana i św. Mikołaja. Poza tym na wyposażeniu obiektu pozostawały dwa ołtarze boczne z ikonami Zwiastowania i św. Dymitra Sołuńskiego oraz ołtarz główny z cyborium (określonym jako „ubogie”) oraz obrazem Maryi.
Do 1789 w Żerczycach powstała kolejna cerkiew unicka. Była to, podobnie jak poprzednie, świątynia drewniana. Posiadała jedną kopułę z krzyżem. W protokole wizytacyjnym z 1789 zapisano, iż w budynku znajdował się ołtarz główny z obrazem maryjnym, „snycerskiej i stolarskiej roboty”. Wizerunek Matki Bożej był otoczony szczególnym kultem, o czym świadczyła obecność wotów dziękczynnych.
Unicka parafia w Żerczycach należała początkowo do diecezji włodzimiersko-brzeskiej, zaś od 1797 do 1807 – do diecezji supraskiej. Podczas reorganizacji struktur Kościoła unickiego w Imperium Rosyjskim żerczycką placówkę duszpasterską, razem ze wszystkimi świątyniami tego wyznania w obwodzie białostockim, włączono do unickiej diecezji litewskiej.
W końcu XVIII w. i na początku XIX w. unicka cerkiew w Żerczycach była – podobnie jak pozostałe świątynie tego wyznania na Podlasiu – poważnie zlatynizowana. Brakowało w niej szeregu elementów wyposażenia typowych dla liturgii bizantyńskiej. Zostały one ponownie wstawione do cerkwi dopiero w czasie kampanii delatynizacyjnej, przeprowadzonej w latach 30. XIX w. pod kierunkiem biskupa litewskiego Józefa Siemaszki, przygotowującej masową konwersję parafii unickich na prawosławie. Na początku lat 30. XIX w. budowla nie posiadała ikonostasu ani ołtarza typowego dla liturgii bizantyjskiej, zamiast tego znajdował się w niej ołtarz główny typowo łaciński. Ikonostas, ołtarz i żertwiennik (stół ofiarny) zostały w niej ponownie umieszczone w 1836, przy czym pisanie ikon wchodzących w skład ikonostasu trwało jeszcze w roku następnym. Ich autorem był Konstanty Sosnowski. W okresie unickim do cerkwi wstawiono także ambonę, którą usunięto z budynku do 1838.
W 1837 do cerkwi zakupiono brakującą darochranitielnicę. W lutym 1839 w świątyni ponownie pojawił się cerkiewnosłowiański Ewangeliarz oraz Apostoł. Innym wyrazem wpływu Kościoła łacińskiego na unicką cerkiew w Żerczycach było wstawienie do niej organów, co nastąpiło najwcześniej w latach 30. XVIII w. Organy zostały wyłączone z użycia w 1835 i w kolejnym roku rozebrane.
W momencie rozpoczęcia akcji delatynizacyjnej, w 1834, cerkiew w Żerczycach wytypowano jako jedną z trzech najzamożniejszych i najbardziej znaczących świątyń w dekanacie drohiczyńskim.
W 1837 naczelnik powiatu drohiczyńskiego Miedwiediew zarzucił władzom diecezjalnym niezbyt skuteczne prowadzenie działań delatynizacyjnych w cerkwiach dekanatu drohiczyńskiego. Wśród świątyń, w których miały znajdować się niedopuszczalne z punktu widzenia liturgii bizantyjskiej elementy pochodzenia łacińskiego, wymienił również cerkiew w Żerczycach. W sprawie interweniował biskup pomocniczy diecezji litewskiej Antoni Zubko, który przekonał naczelnika obwodu białostockiego, by ten nakazał Miedwiediewowi wstrzymanie się od ingerowania w sprawy, które leżały w kompetencjach unickiego konsystorza litewskiego.
W 1838 do świątyni uczęszczało 898 wiernych. W sierpniu tego samego roku proboszcz miejscowej parafii Andrzej Żebrowski wyraził gotowość przejścia razem z całą placówką duszpasterską do Rosyjskiego Kościoła Prawosławnego. W poprzednim miesiącu duchowny ten należał do grupy kapłanów, która bezskutecznie usiłowała uzyskać u cara Mikołaja I zgodę na pozostanie przy obrządku unickim.
Cerkiew w Żerczycach ostatecznie stała się świątynią prawosławną na mocy postanowień synodu połockiego w 1839. W 1847 oszacowano liczbę uczęszczających do niej wiernych na 1026 osób.

### Nowa cerkiew prawosławna
W latach 1869–1871 na miejscu starszych świątyń powstała nowa cerkiew prawosławna, której plan opracował dwa lata przed rozpoczęciem budowy Leonard Krzyżanowski. W 1872 poświęcono gotowy obiekt. Budowę częściowo sfinansowano ze sprzedaży wartościowych wotów ofiarowanych dawniej przez wiernych w podzięce za łaski otrzymane za pośrednictwem czczonej w Żerczycach kopii Tichwińskiej Ikony Matki Bożej.
W końcu lat 90. XIX w. do świątyni uczęszczało 1875 osób, zaś na początku kolejnego stulecia – 2085. Na początku XX w., w związku z reorganizacją podziału administracyjnego Rosyjskiego Kościoła Prawosławnego, żerczycka cerkiew znalazła się w eparchii grodzieńskiej.

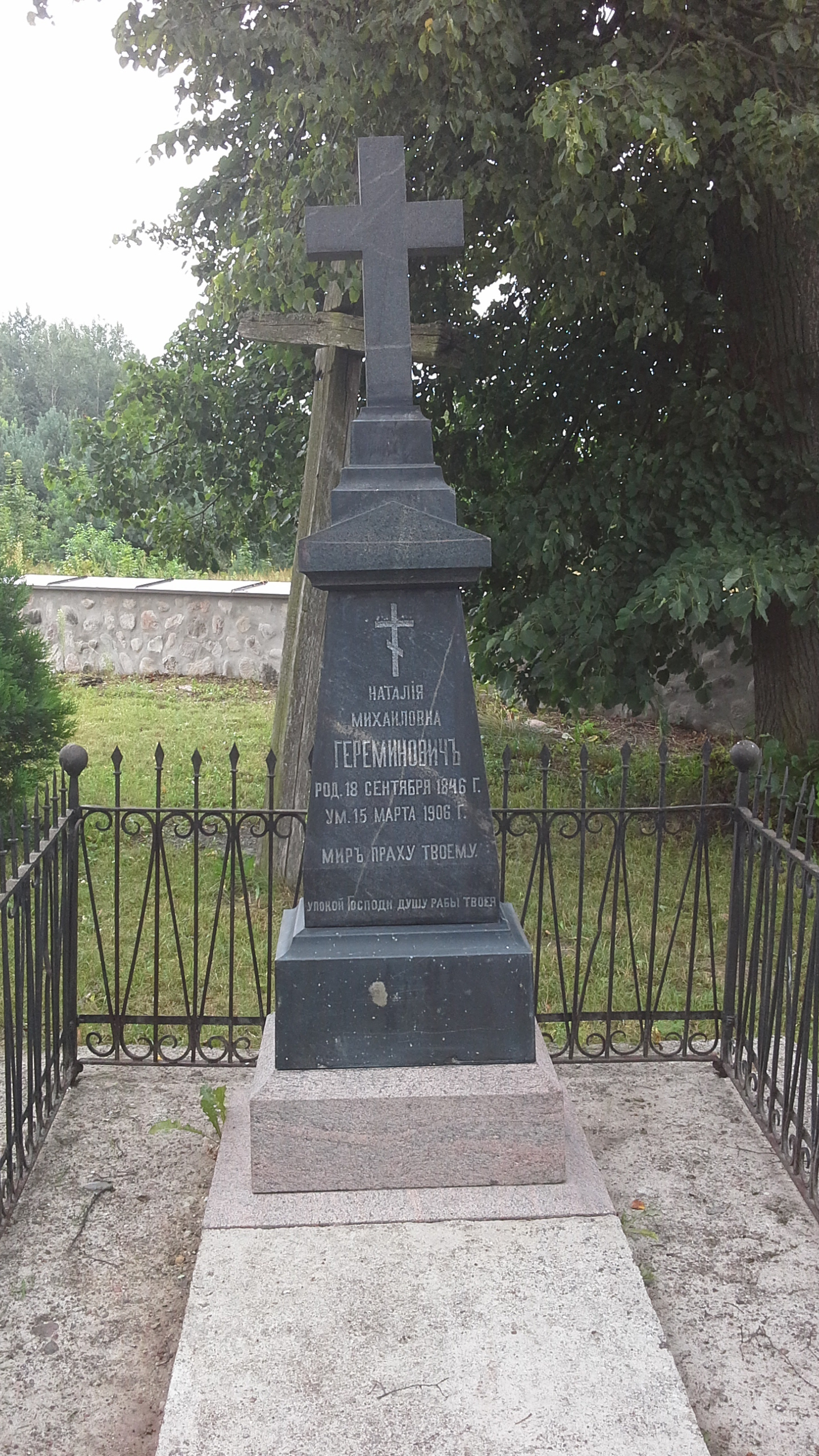
Nagrobek z 1906 w sąsiedztwie cerkwi w Żerczycach

W 1915 prawosławni mieszkańcy Żerczyc udali się na bieżeństwo. W dwudziestoleciu międzywojennym świątynia była czynna jako filia parafii w Milejczycach, status parafii odzyskała dopiero w 1940.
Obiekt ten uległ całkowitemu zniszczeniu w czasie pożaru 22 lipca 1944, gdy zbombardowana została cała wieś, i został odbudowany w latach 1945–1948 dzięki staraniom miejscowego proboszcza, ks. Eugeniusza Pańki. Odrestaurowaną cerkiew konsekrował 15 listopada 1951 biskup białostocki i gdański Tymoteusz. W odbudowanej świątyni umieszczono tablicę pamiątkową z nazwiskami duchownych, którzy w przeszłości w niej służyli. Liczbę wiernych w okresie powojennym oszacowano na 1331 osób.
W 2001 w Żerczycach Świętą Liturgię służył metropolita warszawski i całej Polski Sawa; miały miejsce wówczas uroczystości tysiąclecia cerkwi (w oparciu o tradycję miejscową).
Cerkiew została wpisana do rejestru zabytków 15 grudnia 2010 pod nr A-329.

## Architektura

### Bryła budynku

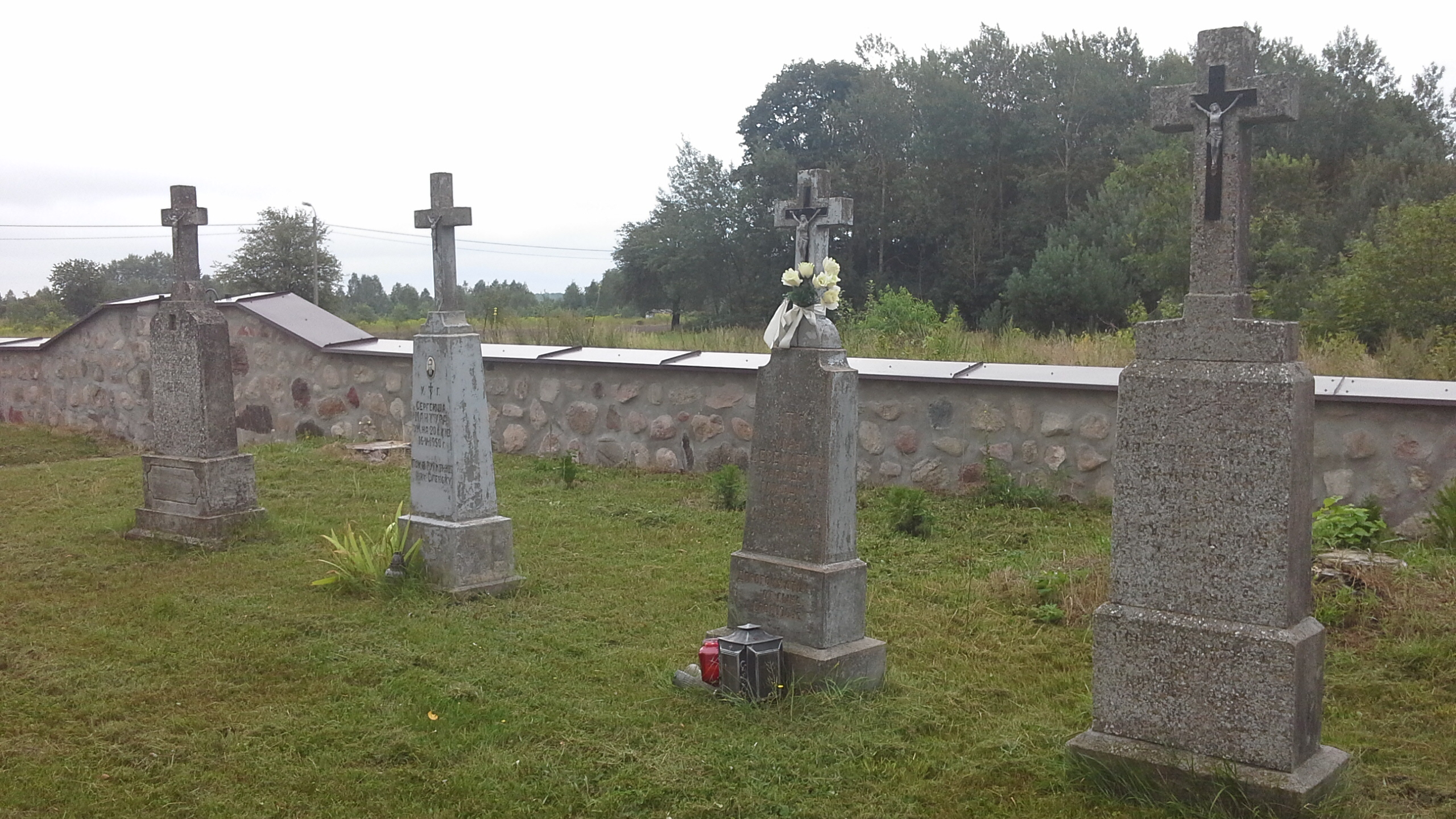
Krzyże wystawione przez rodziny ku pamięci zabitych w czasie II wojny światowej i w pierwszych latach po niej położone na terenie cerkiewnym

Cerkiew w Żerczycach jest budowlą murowaną z kamienia, otynkowaną, czterodzielną i orientowaną. Przedsionek cerkiewny wzniesiono na planie kwadratu. Na nim położona jest wieża zbudowana na planie czworoboku, w wyższej kondygnacji ośmioboczna, zwieńczona dachem wieżowym z niewielką cebulastą kopułką. Na planie kwadratu zbudowano również główny korpus obiektu, od wschodu przylega do niego absyda. Elewacje świątyni zwieńczone są gzymsem, zaś w narożach opięte pilastrami. Nad przedsionkiem znajduje się dach dwuspadowy, nad nawą natomiast dach czterospadowy z cebulastą kopułką.
Na bocznych ścianach cerkwi występują podziały ramowe z podwieszonym fryzem arkadkowym, natomiast w podstawie wieży-dzwonnicy widoczne są prostokątne płyciny z motywem koła. Wszystkie okna w cerkwi są zamknięte półkoliście, rozglifione, z profilowanymi nadłuczami.

### Wnętrze cerkwi
Wnętrze budowli kryte jest stropem deskowym, ściany obiektu pozbawione są podziałów. W cerkwi znajduje się ikonostas oraz dwa boczne kioty z ikonami, wykonane po ostatniej odbudowie świątyni w stylu stylu bizantyjsko-rosyjskim. Współczesne są również znajdujące się w kiotach neorenesansowe ikony. Na ścianach widnieje polichromia autorstwa Jarosława Wiszenki, ukazująca sceny z życia patrona świątyni, Dymitra z Tesaloniki (Sołuńskiego) oraz jego męczeńską śmierć.

### Tichwińska Ikona Matki Bożej z Żerczyc

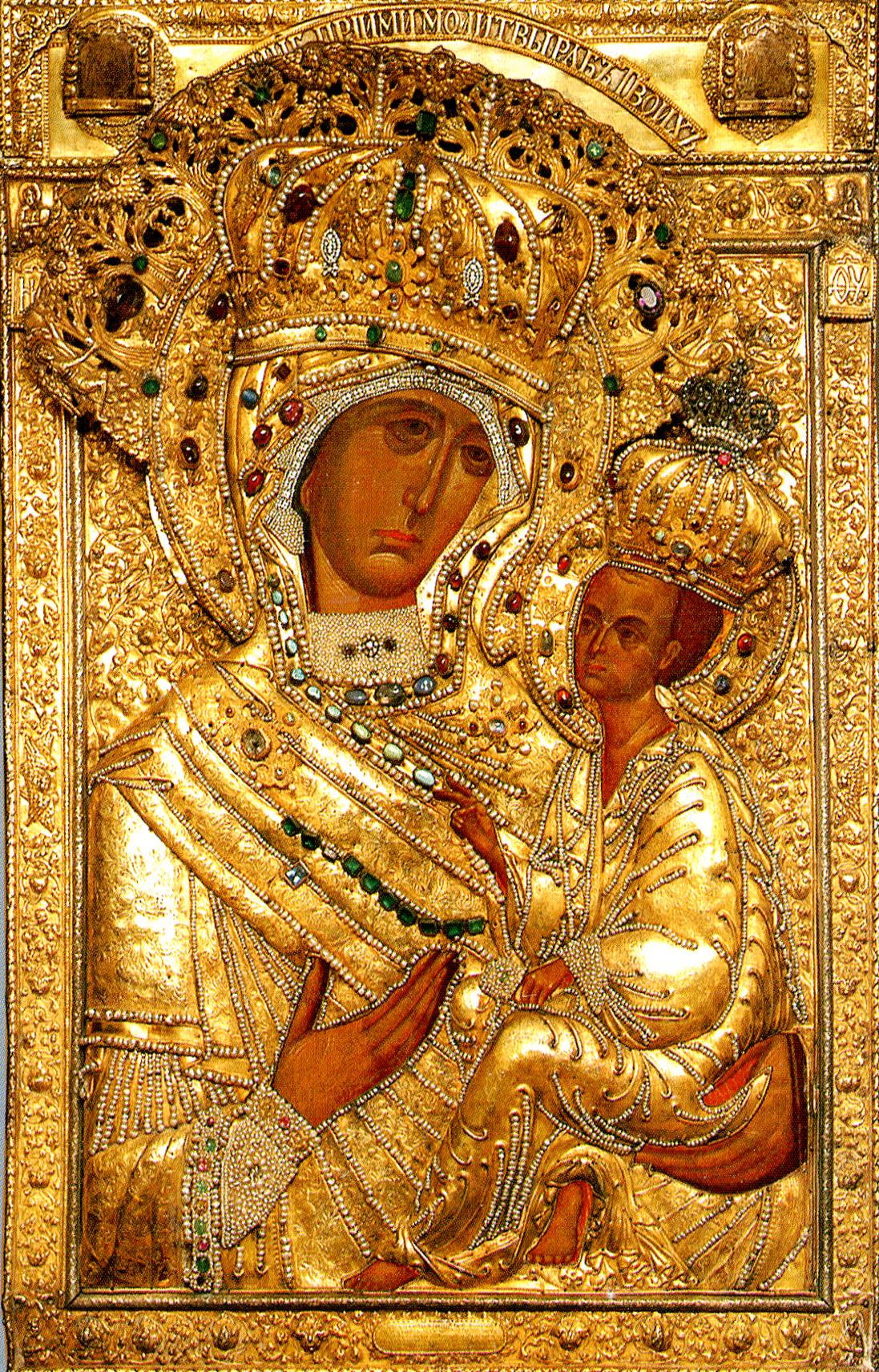
Kopia Tichwińskiej Ikony Matki Bożej w ozdobnej ryzie. Ikona z Żerczyc, która spłonęła w pożarze w 1944, wyglądała podobnie.

Według ustnej tradycji miejscowej, przekazanej przez ks. Eugeniusza Pańkę, w czasie potopu szwedzkiego grupa mnichów z monasteru Świętego Ducha w Wilnie opuściła klasztor i po dotarciu do Żerczyc pozostawiła w miejscowej cerkwi (lub mniejszej kaplicy) kopię cudotwórczej Tichwińskiej Ikony Matki Bożej. Wizerunek ten miał dokonać kolejnego cudu: gdy szwedzki żołnierz wystrzelił do niego, natychmiast oślepł i został uzdrowiony dopiero wtedy, gdy zrozumiał swoją winę i obiecał zostać sługą cerkiewnym. Jeśli uznać ten przekaz za prawdopodobny, Tichwińska Ikona Matki Bożej zostałaby zniszczona już w 1660 podczas pożaru żerczyckiej cerkwi (protokół wizytacji kolejnej świątyni z 1726 nie wspomina o żadnym obrazie pochodzącym ze starszego obiektu sakralnego).
Ks. Grzegorz Sosna, badacz dziejów prawosławnych parafii na Podlasiu, uważa, że obraz maryjny znajdujący się w głównym ołtarzu cerkwi unickiej w Żerczycach w końcu XVIII w. także był kopią Tichwińskiej Ikony Matki Bożej i mógł pochodzić z Wilna. Koncepcja ta opiera się na założeniu, że przekaz zanotowany przez ks. Pańkę odnosi się do wydarzenia z XVIII w.
Tichwińska Ikona Matki Bożej była otoczona szczególnym kultem w Żerczycach zarówno przez unitów, do których cerkiew należała w XVIII w., jak i przez ludność prawosławną po 1839. Wizerunek opisywany w XVIII-wiecznych protokołach wizytacji był wystawiony w cerkwi dla kultu do jej zniszczenia w 1944. Zachowała się tylko jedna fotografia tej ikony. Jest ona niewyraźna i pozwala jedynie bezdyskusyjnie potwierdzić, że był to wizerunek maryjny typu Hodegetria, koronowany, w koszulce, która odsłaniała jedynie twarze i dłonie Maryi i Dzieciątka Jezus. Opis z 1939 informuje, że wizerunek znajdował się w różowym drewnianym kiocie, dokąd w 1912 przeniesiono go z ikonostasu, gdzie znajdował się na miejscu przeznaczonym dla wizerunku Matki Bożej. Ikona miała 124 cm wysokości i 78 cm szerokości.
W 1947 do odbudowanej cerkwi w Żerczycach wstawiono nową ikonę maryjną, która również wzorowana jest na Tichwińskiej Ikonie Matki Bożej. Maryję ukazano na niej w pozycji stojącej, na obłoku, w całej postaci, twarzą do widza, z Dzieciątkiem Jezus na lewym ramieniu. Matka Boska ubrana jest w niebieską suknię i obszerny czerwony płaszcz ze złotą lamówką. Jezus ma na sobie niebieską szatę i pomarańczowy płaszcz, wznosi prawą rękę w geście błogosławieństwa, w lewej zaś trzyma zwój papieru. W dolnej części obrazu ukazano troje dzieci. Dziewczynka w białej sukience z lewej strony wyciąga do Maryi dłoń z kwiatem, chłopiec w części centralnej klęczy, modląc się, zaś dziewczynka po stronie prawej, w pozycji klęczącej, wznosi ku Maryi misę. Całą scenę ukazano na tle krajobrazu malowanego zielonymi barwami, w którym widoczne są pagórki i jedno drzewo. Wymiary ikony to 85 cm długości i 130 cm wysokości. W 1991 wizerunek został poddany konserwacji.